# جيل غونزاليس دافيلا
جيل غونزاليس دافيلا (بالإسبانية: Gil González Dávila)‏ هو مستكشف إسباني، ولد في 1480 في آبلة في إسبانيا، وتوفي بنفس المكان في 1526.

## وصلات خارجية
- جيل غونزاليس دافيلا على موقع الموسوعة البريطانية (الإنجليزية)